# Balatonakali
Balatonakali è un comune dell'Ungheria di 743 abitanti (dati 2001). È situato nella contea di Veszprém.